# 坪井魁
坪井魁（つぼい かい）は、日本のサッカー選手。

## 経歴
小さい頃からサッカーが好きで小学校の頃父が営むサッカースクール、Nagoya s.sに所属し中学まで活躍していた。
中学は名古屋市立千種台中名古屋市立千種台中学卒業し、高校はサッカーの推薦で 浜松開誠館高校入学するが、1年で中退しメキシコに留学し、サントスロスモチス（メキシコ3部）練習生として活動し、その後同じメキシコのドラードス（メキシコ2部）に所属し、1部のセカンドチームに入団を申し込んだがそれ叶わなかった。
その後いい縁があり1ヶ月のトライアウトでドイツユース2部のチームに入団し、半年間プレーをした後に当時4部のトップチームに昇格しましたが試合に全く絡めず、退団し帰国。
現在東京に移住し国際基督教大学サッカー部に入学しさらに東京FCの練習生としてと1時期活動していた。

## 所属クラブ
- 2008年 - 2010年  Nagoya S.S
- 2010年 - 2013年  Nagoya S.S ジュニアユース
- 2013年  浜松開誠高校サッカー部
- 2014年  サントスロスモチス (メキシコ３部)
- 2014年  ドラードス(メキシコ２部)
- 2015年  ドイツユース（ドイツ2部）
- 2016年  国際基督教大学サッカー部入学